# Preston Holder
Preston Holder (Wabash, Indiana, 10 de septiembre de 1907 - Lincoln, Nebraska, 3 de junio de 1980) fue un arqueólogo y fotógrafo estadounidense.

## Biografía
En 1930 comenzó a estudiar antropología en la Universidad de California, Berkeley. Allí conoció al fotógrafo Willard Van Dyke.  Van Dyke le presentó a Ansel Adams, Edward Weston, Imogen Cunningham y otros fotógrafos del área de San Francisco, y pronto empezó a fotografiar con un estilo similar al de ellos. En 1932, Holder estuvo presente en una reunión en la casa de Van Dyke en Berkeley en la que este grupo discutió su intención de unirse para promover su visión artística. Estaban buscando un nombre para su pequeño grupo y Holder sugirió "US 256", que era entonces la designación de Sistema Uniforme comúnmente utilizada para un diafragma de apertura muy pequeño en la lente de una cámara. Adams pensó que el nombre resultaría confuso para el público y sugirió "f/64", que era el ajuste de apertura correspondiente para el sistema focal que estaba ganando popularidad.  A partir de esta discusión formaron el ahora famoso Grupo f/64 . Más tarde, ese mismo año, Holder participó en su primera exposición del Grupo f/64 en el Museo Memorial MH de Young.
Mientras fotografiaba, Holder continuó su educación en Berkeley y se licenció en 1935. En 1940 parecía haberse alejado de sus intereses fotográficos y trabajaba de arqueólogo a tiempo completo.
En 1951 se doctoró por la Universidad de Columbia . Con la ayuda de su colega arqueólogo Antonio J. Waring, Jr., Preston Holder comenzó las excavaciones en Irene Mound en septiembre de 1937.    Ubicado en las afueras de Savannah, Georgia, la excavación del montículo tomó casi dos años. Otra excavación que Holder llevó a cabo en el aeropuerto de Saint Simon's en la isla de Saint Simons, Georgia, reveló un gran asentamiento del período Arcaico Tardío y Woodland.   La excavación se mencionó en The Waring Papers de Antonio Waring . En 1938, Holder también escribió Excavaciones en la isla y alrededores de Saint Simons. Dejó Georgia en enero de 1938. Su trabajo en esta área se publicó además como un artículo de revista,  y se analizó en publicaciones posteriores.